# Antonio Frixione
Antonio Frixione (Genova, 8 gennaio 1843 – Genova, 14 aprile 1914) è stato un pittore e incisore italiano.
Fine paesaggista e ritrattista, con i suoi dipinti e le sue incisioni, tratteggia panorami e personaggi del suo tempo.

## Biografia
Nasce a Genova l'8 gennaio 1843 da Carlo e Catterina Guelfi.
Si forma all'Accademia ligustica di Belle Arti di Genova che frequenta dal 1859 al 1866. È allievo di Giuseppe Frascheri e Raffaele Granara, dai quali assorbe gli insegnamenti nel campo della pittura e dell'incisione perfezionando le sue raffinate doti artistiche.
Conosce e frequenta Ernesto Rayper (1840 – 1873), Santo Bertelli (1840 – 1892),  Antonio Varni (1841 – 1908) e Giulio Monteverde (1837 – 1917) coi quali corrisponde oltre l'amicizia anche un proficuo scambio culturale e un confronto artistico che arricchiscono la sua ispirazione e la sua maturità.
Si sposa il 30 gennaio 1868 con Fortunata Bafico e ha due figli.
Nel 1882 è nominato professore presso l'Accademia Albertina di Torino.
Il 27 luglio 1901 il Re Vittorio Emanuele III gli conferisce il titolo di Cavaliere dell'Ordine della Corona d'Italia contrassegnato dall'allora Ministro dell'interno Giovanni Giolitti.
Muore a Genova il 14 aprile 1914.

## Il pittore e l'incisore
La capacità di far rivivere una quieta atmosfera di pace e serenità in morbidi e delicati tratti di pennello emerge dai paesaggi liguri dei suoi quadri, spesso di piccola misura, quasi una sorta di ritrosia a voler manifestare i propri sentimenti sulla tela e un tentativo di racchiudere in uno spazio più intimo tanto prorompere d'amore.
Il pittore, oltre alle vedute e agli scorci della sua terra, manifesta la sua attenzione alla vita quotidiana con efficaci ritratti e figure sia del popolo che di personaggi che, nel suo tempo, dal popolo erano amati.
Va ricordato anche l'aspetto spirituale dell'artista che trova sbocco in alcune opere di carattere religioso cristiano realizzate prevalentemente con dipinti su legno scolpito.
Il tema prevalente dell'arte dell'incisione è il ritratto, che offre all'artista la possibilità di lasciare ai posteri le fattezze di personaggi carismatici quali San Francesco Maria da Camporosso (1804 – 1866), il violinista Ernesto Camillo Sivori (1815 – 1894) e Margherita di Savoia (1851 – 1926).

## Alcune opere
- I pescatori sulla marina di Levante
- La diroccata chiesa di Camaldoli
- Il Duca di Galliera offre il molo alla Patria
- La porta dell'Arco
- Veduta di Gavi
- Il piccolo cimitero di S. Giuliano
- Capanne di Marcarolo
- Ponte sul fiume
- La fruttivendola
- Il marinaio
- Francesco Maria da Camporosso (Padre Santo)
- Margherita di Savoia
- Cardinale Girolamo Maria Gotti
- Autoritratto